# Mexican American Catholic College
La Mexican American Catholic College (MACC) è un'università privata di indirizzo cattolico con sede a San Antonio, nello stato americano del Texas.
Fu fondato nel 1972 come Mexican American Cultural Center dall'arcidiocesi di San Antonio e dalla Texas Catholic Conference of Bishops per la formazione linguistica e pastorale di quanti si dedicavano all'apostolato presso le comunità di immigrati ispanici. Fu elevato al rango di college nel 2008.